# Scaphochlamys lanjakensis
Scaphochlamys lanjakensis là một loài thực vật có hoa trong họ Gừng. Loài này được Ooi Im Hin, Kalu Meekiong và Wong Sin Yeng miêu tả khoa học đầu tiên năm 2017.

## Mẫu định danh
Mẫu định danh: I.H. Ooi, P.C. Boyce & S.Y. Wong OIH305; thu thập ngày 15 tháng 4 năm 2015 ở tọa độ 1°24′47,9″B 112°0′41,9″Đ / 1,4°B 112°Đ, cao độ 364 m, Nanga Segerak, Sungai Engkari, Khu bảo tồn động vật hoang dã Lanjak Entimau, huyện Lubok Antu, tỉnh Sri Aman, bang Sarawak, Malaysia. Holotype lưu giữ tại Cục Lâm nghiệp bang Sarawak ở Kuching (SAR).

## Từ nguyên
Được đặt tên theo địa danh Lanjak Entimau.

## Phân bố
S. lanjakensis chỉ được biết đến từ địa điểm lấy mẫu trong huyện Lubok Antu, tỉnh Sri Aman, bang Sarawak, Malaysia. Loài này sinh sống trong các rừng thạch nam (kerangas) nhiệt đới râm mát trên đất đen podzol trên sa thạch, ở cao độ ~360 m.

## Mô tả
Địa thực vật thân thảo, có thân rễ, sống lâu năm, cao tới 30 cm. Thân rễ vùi một phần trong đất, đường kính ~5 mm, vỏ màu nâu từ nhạt đến vừa, ruột màu trắng ánh vàng. Các chồi lá cách nhau 0,5–7 cm, 1 lá, cây non đến 5 lá; cuống lá dài 12–16 cm, có rãnh, màu lục ánh nâu, có lông tơ, đáy hình gối, màu nâu nhạt; bẹ không lá ~3, dài 0,9–7,5 cm, màu nâu nhạt, thưa lông tơ, rữa nát khi già; bẹ lá dài ~1 cm, dạng màng, màu xanh lục ánh nâu, nhẵn nhụi, rữa nát khi già; lưỡi bẹ khó thấy; phiến lá 10–14 × 6–9 cm, hình trứng đến hình mũi mác, dạng giấy, mép hơi gợn sóng, đáy từ hình nêm tới thuôn tròn, đỉnh nhọn; mặt gần trục mờ xỉn, màu xanh lục từ vừa đến sẫm, đôi khi lốm đốm, nhẵn nhụi, gân giữa lõm, có lông tơ, màu xanh lục nhạt đến xanh lục ánh trắng, các gân bên chính hơi nổi; mặt xa trục màu lục nhạt, thưa lông tơ, gân giữa nổi, màu xanh lục vừa, có lông tơ, các gân bên chính hơi dễ thấy. Cụm hoa dài 6–7,5 cm, mọc từ gần đáy lá bên trong các bẹ lá, sắp xếp lỏng lẻo gồm ~5 xim hoa bọ cạp xoắn ốc, mỗi xim 2 hoa, mọc trên cuống cụm hoa; cuống cụm hoa dài 3–5 cm, màu lục nhạt ánh trắng, nhẵn nhụi, được bẹ không lá khô quắt che phủ; lá bắc ~5, kích thước ~4 × 3 mm, sắp xếp xoắn ốc, hình trứng, màu nâu, thưa lông tơ, đỉnh nhọn, mỗi lá bắc đỡ ~2 hoa; lá bắc con ~2, dài 10–12 mm, dài hơn lá bắc nhưng hầu như không phân biệt được với lá bắc, màu nâu; hoa dài ~2,5 cm, không có mùi hoa đáng chú ý; đài hoa dài ~10 mm, màu nâu nhạt, thưa lông tơ, đỉnh 2 răng; ống hoa dài 12–13 mm, màu từ trắng đến trắng hơi ánh nâu, thưa lông tơ; các thùy tràng hoa dài 8–9 mm, hình mũi mác, màu từ trắng đến trắng hơi ánh nâu, nhẵn nhụi, đỉnh nhọn, có nắp; nhị lép dài 4,5–5 mm, hình từ thẳng đến hơi hình mác ngược, mặt gần trục có lông tuyến, màu vàng nhạt, đỉnh thuôn tròn; cánh môi 9–11 × 9–10 mm, hình thìa, mặt gần trục có lông tuyến, màu trắng với dải giữa màu vàng nhạt, đỉnh 2 thùy, hơi hình quạt, khía răng cưa ~4 mm, các thùy đôi khi hơi xếp chồng; nhị ~5 × 1,5 mm, có lông tuyến, màu trắng; chỉ nhị dài ~0,5 mm; mô vỏ bao phấn dài ~4 mm, không cựa, có mào dài ~0,5 mm; đầu nhụy dài dưới 1 mm, hình chùy với 2 bướu ở lưng, lỗ nhỏ có lông rung, hướng về phía trước; vòi nhụy dài ~24 mm, nhẵn nhụi, màu trắng; bầu nhụy dài ~2 mm, 1 ngăn, màu xanh lục nhạt, rậm lông tơ, noãn đính đáy; tuyến trên bầu 2, dài ~1 mm, rời, hình kim, màu trắng. Quả ~13 × 8 mm, quả nang nứt, hình trứng, màu nâu ánh lục, có lông tơ, vỏ quả ngoài có u/bướu nhỏ, được các lá bắc khô quắt đỡ. Hạt ~2, ~11 × 3 mm, hình trứng hơi thuôn dài, màu xanh lục, nhẵn nhụi; áo hạt ~5 mm, xé rách, màu trắng ánh nâu; ngoại nhũ màu trắng.
S. lanjakensis sở hữu cuống lá dài tương tự như S. petiolata, nhưng khác ở chỗ cụm hoa sắp xếp lỏng lẻo. S. lanjakensis cũng giống S. salahuddiniana ở cụm hoa, hoa và quả, nhưng khác ở cán hoa thuôn dài. Trục cụm hoa của S. lanjakensis thuôn dài theo kiểu như của S. gracilipes, nhưng không bao giờ đạt đến chiều dài của trục cụm hoa của loài kia.

## NhómAnomala
Nhóm Anomala được xác định là có cụm hoa lỏng lẻo, các lá bắc dạng màng sắp xếp xoắn ốc, các lá bắc con tương tự nhưng hầu hết là dài hơn lá bắc, lá bắc con thứ nhất có 2 gờ lưng rất mờ nhạt và khó thấy, hoa nhỏ dài ~2,5 cm, với cánh môi màu trắng dài ~1 cm, vỏ quả ngoài có u/bướu nhỏ. Nhóm Anomala bị giới hạn ở phía tây của đới khâu Đường Lupar chạy theo hướng đông đông nam qua Engkilili và Lubok Antu. Gồm bảy loài là S. anomala, S. gracilipes, S. iporii, S. lanjakensis, S. penyamar, S. salahuddiniana, S. scintillans.